# Марк Фабій Бутеон
Марк Фабій Бутеон (лат. Marcus Fabius Buteo; ? — 209 до н. е.) — політичний та військовий діяч часів Римської республіки, консул 245 року до н. е.

## Життєпис
Походив з патриціанського роду Фабіїв. Син Марка Фабія Бутеона. Про молоді роки немає відомостей. 
У 245 році до н. е. його обрано консулом разом з Гаєм Атілієм Бульбом. На той час тривала Перша Пунічна війна. Здобув перемогу над карфагенським флотом при Айгімуросі.
У 241 році до н. е. його обрано цензором разом з Гаєм Аврелієм Котта.
У 219 році до н. е. брав участь у римському посольстві до Карфагену щодо долі Сагунта та відносин між двома державами. У 216 році до н. е. був призначений сенатом диктатором після нищівної поразки римлян при Каннах.  У 214 році до н. е. його обрали принцепсом сенату. Помер у 209 році до н. е.

## Родина
- Квінт Фабій Бутеон, претор 196 року до н.е.